# Afrolernaea annemari
Afrolernaea annemari is een eenoogkreeftjessoort uit de familie van de Lernaeidae. De wetenschappelijke naam van de soort is voor het eerst geldig gepubliceerd in 1994 door Oldewage.